# John von Neumann
John von Neumann (født 28. december 1903, død 8. februar 1957) var en vigtig forsker i anvendt matematik i det 20. århundrede. John (Johannes eller Janoson) Neumann blev født i Budapest og arbejdede fra 1931 i Princeton i USA.
I 1928 beskrev han i en artikel grundlaget for ny videnskabelig disciplin, spilteori. Han var med til at udvikle de første computere og var med i Los Alamos National Laboratory til at udvikle den første atombombe.
Blandt hans studerende var John Forbes Nash. John von Neumann Theory Prize, der blev tildelt første gang i 1975, er opkaldt efter von Neumann.

## Opvækst
Han var den ældste af Neumann Miksa (Max Neumann), jurist i en bank, og Kann Margit (Margaret Kann)s tre sønner. Han fik navnet Neumann János Lajos (i ungarske navne er familienavnet først). János, med kælenavnet Jancsi, voksede op i en ikke praktiserende jødisk familie og var vidunderbarn. Som seksårig kunne han dividere to 8-cifrede tal i hovedet og tale med sin far på oldgræsk.